# Campeonato Mundial de Gimnasia en Trampolín de 2014
El XXX Campeonato Mundial de Gimnasia en Trampolín se celebró en Daytona Beach (Estados Unidos) entre el 7 y el 9 de noviembre de 2014 bajo la organización de la Federación Internacional de Gimnasia (FIG) y la Federación Estadounidense de Gimnasia.
Las competiciones se realizaron en el Ocean Center de la ciudad estadounidense.

## Medallero
| Núm. | País           | Oro | Plata | Bronce | Total |
| ---- | -------------- | --- | ----- | ------ | ----- |
| 1    | China          | 5   | 2     | 0      | 7     |
| 2    | Rusia          | 1   | 1     | 2      | 4     |
| 3    | Estados Unidos | 1   | 1     | 1      | 3     |
| 4    | Reino Unido    | 1   | 1     | 0      | 2     |
| 5    | Bielorrusia    | 0   | 2     | 2      | 4     |
| 6    | Canadá         | 0   | 2     | 0      | 2     |
| 7    | Polonia        | 0   | 0     | 1      | 1     |
| 7    | Portugal       | 0   | 0     | 1      | 1     |
|      | TOTAL          | 8   | 9     | 7      | 24    |